# Microtropesa flavitarsis
Microtropesa flavitarsis là một loài ruồi trong họ Tachinidae.